# Hans-Dieter Cleven
Hans-Dieter Cleven (* 13. Mai 1943 in Würzburg; heimatberechtigt in Hünenberg ZG, Schweiz) ist ein Schweizer Manager und Unternehmer.

## Karriere
Über Clevens Familie, seine Herkunft, Kindheit und Jugend ist öffentlich nichts bekannt. Als gelernter Kaufmann war er über 35 Jahre Finanzchef der Metro Group. Als Geschäftsführer der Beisheim Holding war er die rechte Hand des Metro-Gründers Otto Beisheim, für den er das Handelsunternehmen mit aufbaute. Er saß bis Mai 2003 im Metro-Aufsichtsrat und verwaltete später Beisheims Milliardenvermögen.
Cleven war 2004 zusammen mit dem Tennisspieler Boris Becker Gründer und ist heute alleiniger Vorstand der Cleven-Becker-Stiftung (nach dem Rückzug Beckers aus dem Stiftungsrat zum Jahreswechsel 2011/2012 in Cleven-Stiftung umbenannt). Die Cleven-Stiftung in Deutschland setzt ihren Schwerpunkt auf das Thema Gesundheits- und Bewegungsförderung im Kindesalter. Sie setzt das Großprojekt „fit4future“ um, von dem im Jahr 2016 in ganz Deutschland ca. 600 Grundschulen mit rund 170.000 Kindern profitierten.
Nach seiner beruflichen Karriere im Metro-Konzern hat Hans-Dieter Cleven 2003 seine Managertätigkeit und Aufsichtsmandate beendet, um sich auf die Verwaltung seiner eigenen Firmen zu konzentrieren und sich seit 2004 seiner Stiftung zu widmen. Nach der Stiftungs-Gründung in der Schweiz erfolgte 2009 auch die Gründung der Stiftung Deutschland mit Sitz in München.
Cleven hat Boris Becker seit 1999 beraten. Als Beckers Agentur BBM („Boris Becker Marketing“) ihren Betrieb einstellte, übernahm Clevens eigene Schweizer Gesellschaft BCI Holding die Vermarktung. Cleven beteiligte Becker 1999 an der Sportartikel-Firma Völkl, die 1992 von Cleven und dem Schweizer Gregor Furrer übernommen worden war. Ende der 2000er Jahre trennten sich die geschäftlichen Wege der beiden.
Cleven ist Mitglied des TC Zug und gilt als ein einflussreicher Förderer von Sportlern. Er ist beteiligt an der Zuger Marketingagentur 4Sports, die rund 170 Spitzensportler, darunter Golfprofis und Tennisspieler betreut. Als Mehrheitsaktionär des grössten europäischen Golfresorts im bayerischen Bad Griesbach ist er in Deutschland bekannt. 2015 holte er das Golfturnier Porsche European Open in die bayrische Provinz.
Das Wirtschaftsmagazin Bilanz schätzte sein Vermögen 2014 auf 125 Millionen Franken.